# Bogares Lor
Bogares Lor is een bestuurslaag in het regentschap Tegal van de provincie Midden-Java, Indonesië. Bogares Lor telt 2695 inwoners (volkstelling 2010).